# Jasmin Krpan
Jasmin Krpan je bio hrvatski fotograf. Objavljivao fotografije u Poletu i Startu. Dizajner omota albuma Azre (Azra, Nade Ruždjak (Sopran), Višnje Mažuran (Čembalo), Aleksandra Šuteja i Stjepana Radića (Bas-bariton, Klavir), Josipa Novosela i Alojzija Sedera (Tenor, lutnja), singlice Parnog valjka (Moje dnevne paranoje).